# Hari Rod
Hari Rod (pers. Hari Rud/Hari Rod, turkm. Tejen; spotykane także pisownie Harirud, Harirod, Tedżen) – rzeka w Azji Środkowej w starożytności Arios, płynie przez Afganistan, Iran i Turkmenistan. Jej długość wynosi 1120 km, a powierzchnia dorzecza – 70 tys. km².
Źródła rzeki Hari Rod znajdują się w Afganistanie w górach Koh-e Baba. Płynie w kierunku zachodnim aż do granicy z Iranem. W tym miejscu skręca na północ i stanowi rzekę graniczną najpierw między Iranem a Afganistanem, a potem między Iranem a Turkmenistanem. Na terytorium Turkmenistanu nosi nazwę Tedżen. Rzeka ginie w piaskach pustyni Kara-kum na północ od miasta Tedżen. Wody rzeki Hari Rud wykorzystywane są do nawadniania. Dolina rzeki Hari Rud jest gęsto zaludniona dzięki możliwości uprawy roli.
Ważniejsze miasta nad rzeką to: Czaghczaran, Herat i Dżam w Afganistanie oraz Serachs i Tedżen w Turkmenistanie.
Rzeka Hari Rod znana jest pod łacińską nazwą Arius.